# Ligue professionnelle masculine de hockey sur gazon 2021-2022
Navigation
2020-2021 2022-2023
La Ligue professionnelle masculine de hockey sur gazon 2021-2022 est la troisième saison de la ligue professionnelle et la sixième édition de la série de la ligue des équipes nationales. Le tournoi débute le 16 octobre 2021 et se terminera le 26 juin 2022.

## Format
Le principe aller-retour a été conservé mais ce principe est réparti sur deux saisons consécutives à partir de cette saison et fonctionne selon l’exemple suivant:
- lors de la saison précédente 2020-2021, l’équipe A a accueilli l’équipe B deux fois en quelques jours.
- lors de la saison 2021-2022, l’équipe B a accueilli l’équipe A deux fois en quelques jours.

Si l’un des deux matchs joués entre deux équipes était annulé, le vainqueur de l’autre match aurait reçu le double de points.

## Participants
À l’origine, neuf équipes devaient participer à un tournoi toutes rondes, qui se jouerait du 16 octobre 2021 au 26 juin 2022. Le 17 septembre 2021, l’Australie et la Nouvelle-Zélande se sont retirées en raison de la pandémie de Covid-19 et des restrictions de voyage qui l’accompagnent,. Le Canada et l’Afrique du Sud y ont adhéré le 8 décembre 2021,. Le 17 janvier 2022, le Canada s’est retiré en raison du Variant Omicron du SARS-CoV-2 et les restrictions de voyage qui l’accompagnent, six semaines après avoir été nommé remplaçant néo-zélandais. La France a été annoncée comme remplaçante du Canada le 25 janvier 2022,.
- Argentine
- Belgique
- Angleterre
- France
- Allemagne
- Inde
- Pays-Bas
- Afrique du Sud
- Espagne

## Lieux de réception
Voici les 15 lieux nommés par la Fédération internationale de hockey sur gazon:
- CeNARD, Buenos Aires
- Royal Uccle Sport, Bruxelles
- Wilrijkse Plein, Anvers
- Lee Valley Hockey & Tennis Centre, Londres
- SparkassenPark, Mönchengladbach
- Berliner HC, Berlin
- Der Club an der Alster, Hambourg
- Kalinga Stadium, Bhubaneswar
- Wagener Stadium, Amsterdam
- RKHV Union, Nimègue
- HC Rotterdam, Rotterdam
- HC 's-Hertogenbosch, Bois-le-Duc
- NWU Hockey Academy, Potchefstroom
- Estadio Betero, Valence
- Stade olympique de Terrassa, Terrassa

## Classement
Les équipes sont classées en fonction de leurs résultats. Une victoire donne 3 points, un match nul 1 point et une victoire aux shoot out 1 point.
| Rang               | Équipe         | J  | V  | N | SO | P  | BP | BC | +/- | Pts | Classement mondial FIH | Classement mondial FIH | Classement mondial FIH |
| Rang               | Équipe         | J  | V  | N | SO | P  | BP | BC | +/- | Pts | Avant                  | Après                  | +/-                    |
| ------------------ | -------------- | -- | -- | - | -- | -- | -- | -- | --- | --- | ---------------------- | ---------------------- | ---------------------- |
| Médaille d'or      | Pays-Bas       | 16 | 12 | 3 | 3  | 1  | 61 | 28 | +33 | 42  | 4                      | 3                      | +1                     |
| Médaille d'argent  | Belgique T     | 16 | 10 | 4 | 1  | 2  | 52 | 25 | +27 | 35  | 1                      | 2                      | -1                     |
| Médaille de bronze | Inde           | 16 | 8  | 4 | 2  | 4  | 62 | 40 | +22 | 30  | 3                      | 5                      | -2                     |
| 4                  | Allemagne      | 16 | 8  | 2 | 2  | 6  | 40 | 36 | +4  | 28  | 5                      | 4                      | +1                     |
| 5                  | Argentine      | 16 | 6  | 4 | 3  | 6  | 31 | 35 | -4  | 25  | 7                      | 7                      | 0                      |
| 6                  | Angleterre     | 16 | 7  | 2 | 1  | 7  | 40 | 41 | -1  | 24  | 6                      | 6                      | 0                      |
| 7                  | Espagne        | 16 | 5  | 3 | 0  | 8  | 36 | 43 | -7  | 18  | 9                      | 8                      | +1                     |
| 8                  | France         | 16 | 4  | 1 | 0  | 11 | 31 | 46 | -15 | 13  | 13                     | 11                     | +2                     |
| 9                  | Afrique du Sud | 16 | 0  | 1 | 0  | 15 | 23 | 82 | -59 | 1   | 12                     | 16                     | -4                     |

En cas d'égalité de points de plusieurs équipes à l'issue des matchs de poule, les critères suivants sont appliqués dans l'ordre indiqué pour établir leur classement:
1. Points de chaque équipe,
2. Matchs gagnés,
3. Différence de buts,
4. Buts pour,
5. Plus grand nombre de points obtenus dans les matchs de poule disputés entre les équipes concernées,
6. Buts marqués en plein jeu.

## Rencontres
| Match 1               | Belgique                                                                    | 6 - 1   | Allemagne     | Royal Uccle Sport, Bruxelles                                             |                                                                          |
| 16 octobre 2021 18h00 | Dockier 19e · Charlier 24e · Ghislain 37e · De Kerpel 50e, 58e · Dohmen 59e | (2 - 0) | 54e Schachner | Arbitrage : Jonas van 't Hek Dan Barstow Arbitre vidéo : Hannah Harrison | Arbitrage : Jonas van 't Hek Dan Barstow Arbitre vidéo : Hannah Harrison |
| 16 octobre 2021 18h00 | Rapport                                                                     |         |               | Arbitrage : Jonas van 't Hek Dan Barstow Arbitre vidéo : Hannah Harrison | Arbitrage : Jonas van 't Hek Dan Barstow Arbitre vidéo : Hannah Harrison |

| Match 2               | Belgique                                                           | 5 - 3   | Allemagne                               | Royal Uccle Sport, Bruxelles                                          |                                                                       |
| 17 octobre 2021 16h30 | Dockier 15e, 19e · Cosyns 18e · T. Stockbroekx 40e · De Kerpel 58e | (3 - 2) | 4e Wellen · 27e Windfeder · 45e Hellwig | Arbitrage : Jonas van 't Hek Dan Barstow Arbitre vidéo : Alison Keogh | Arbitrage : Jonas van 't Hek Dan Barstow Arbitre vidéo : Alison Keogh |
| 17 octobre 2021 16h30 | Rapport                                                            |         |                                         | Arbitrage : Jonas van 't Hek Dan Barstow Arbitre vidéo : Alison Keogh | Arbitrage : Jonas van 't Hek Dan Barstow Arbitre vidéo : Alison Keogh |

| Match 3                | Pays-Bas                        | 2 - 2             | Belgique                         | Wagener Stadium, Amsterdam                                          |                                                                     |
| 26 novembre 2021 18h30 | Pieters 35e · Janssen 49e       | (0 - 0)           | 38e Van Aubel · 53e Hendrickx    | Arbitrage : Christian Blasch Ben Göntgen Arbitre vidéo : Bruce Bale | Arbitrage : Christian Blasch Ben Göntgen Arbitre vidéo : Bruce Bale |
| 26 novembre 2021 18h30 | Rapport                         |                   |                                  | Arbitrage : Christian Blasch Ben Göntgen Arbitre vidéo : Bruce Bale | Arbitrage : Christian Blasch Ben Göntgen Arbitre vidéo : Bruce Bale |
| 26 novembre 2021 18h30 | T. Brinkman · Van Dam · De Geus | Tirs au but 3 - 0 | Van Aubel · De Sloover · Denayer | Arbitrage : Christian Blasch Ben Göntgen Arbitre vidéo : Bruce Bale | Arbitrage : Christian Blasch Ben Göntgen Arbitre vidéo : Bruce Bale |

| Match 4                | Pays-Bas                  | 2 - 1   | Belgique      | Wagener Stadium, Amsterdam                                          |                                                                     |
| 28 novembre 2021 14h00 | Van Dam 3e · Warmerdam 6e | (2 - 1) | 28e Hendrickx | Arbitrage : Christian Blasch Bruce Bale Arbitre vidéo : Ben Göntgen | Arbitrage : Christian Blasch Bruce Bale Arbitre vidéo : Ben Göntgen |
| 28 novembre 2021 14h00 | Rapport                   |         |               | Arbitrage : Christian Blasch Bruce Bale Arbitre vidéo : Ben Göntgen | Arbitrage : Christian Blasch Bruce Bale Arbitre vidéo : Ben Göntgen |

| Match 5              | Espagne       | 1 - 6   | Angleterre                                                               | Estadio Betero, Valence                                             |                                                                     |
| 4 février 2022 11h00 | Rodríguez 59e | (0 - 2) | 20e D. Scott · 27e, 53e Condon · 34e Wallace · 35e Oates · 57e Goodfield | Arbitrage : Michelle Meister Bruce Bale Arbitre vidéo : Ivona Makar | Arbitrage : Michelle Meister Bruce Bale Arbitre vidéo : Ivona Makar |
| 4 février 2022 11h00 | Rapport       |         |                                                                          | Arbitrage : Michelle Meister Bruce Bale Arbitre vidéo : Ivona Makar | Arbitrage : Michelle Meister Bruce Bale Arbitre vidéo : Ivona Makar |

| Match 6              | Espagne                | 2 - 3   | Angleterre                                  | Estadio Betero, Valence                                             |                                                                     |
| 5 février 2022 13h00 | Sanz 26e · Gispert 51e | (1 - 1) | 23e Bandurak · 35e D. Scott · 60e Goodfield | Arbitrage : Bruce Bale Ivona Makar Arbitre vidéo : Michelle Meister | Arbitrage : Bruce Bale Ivona Makar Arbitre vidéo : Michelle Meister |
| 5 février 2022 13h00 | Rapport                |         |                                             | Arbitrage : Bruce Bale Ivona Makar Arbitre vidéo : Michelle Meister | Arbitrage : Bruce Bale Ivona Makar Arbitre vidéo : Michelle Meister |

| Match 7              | Inde                                                                     | 5 - 0   | France | NWU Hockey Academy, Potchefstroom                                       |                                                                         |
| 8 février 2022 18h00 | Harmanpreet 21e · Varun 24e · Shamsher 28e · Mandeep 32e · Akashdeep 41e | (3 - 0) |        | Arbitrage : Annelize Rostron Wanri Venter Arbitre vidéo : Sean Rapaport | Arbitrage : Annelize Rostron Wanri Venter Arbitre vidéo : Sean Rapaport |
| 8 février 2022 18h00 | Rapport                                                                  |         |        | Arbitrage : Annelize Rostron Wanri Venter Arbitre vidéo : Sean Rapaport | Arbitrage : Annelize Rostron Wanri Venter Arbitre vidéo : Sean Rapaport |

| Match 8              | Afrique du Sud | 1 - 11  | Pays-Bas | NWU Hockey Academy, Potchefstroom                                        |                                                                          |
| 8 février 2022 20h00 | Ntuli 20e      | (1 - 4) | 7e, 47e Swaen · 26e, 51e T. Brinkman · 27e De Vilder · 30e Van Dam · 31e Croon · 46e, 55e Janssen · 49e Bijen · 54e Reyenga | Arbitrage : Sean Rapaport Ayden Shrives Arbitre vidéo : Annelize Rostron | Arbitrage : Sean Rapaport Ayden Shrives Arbitre vidéo : Annelize Rostron |
| 8 février 2022 20h00 | Rapport        |         | | Arbitrage : Sean Rapaport Ayden Shrives Arbitre vidéo : Annelize Rostron | Arbitrage : Sean Rapaport Ayden Shrives Arbitre vidéo : Annelize Rostron |

| Match 9              | Afrique du Sud       | 2 - 10  | Inde | NWU Hockey Academy, Potchefstroom                                       |                                                                         |
| 9 février 2022 18h00 | Bell 44e · Pautz 45e | (0 - 8) | 2e Harmanpreet · 4e, 6e, 23e Jugraj · 12e Abhishek · 24e, 36e Gursahibjit · 25e, 58e Dilpreet · 27e Mandeep | Arbitrage : Annelize Rostron Ayden Shrives Arbitre vidéo : Wanri Venter | Arbitrage : Annelize Rostron Ayden Shrives Arbitre vidéo : Wanri Venter |
| 9 février 2022 18h00 | Rapport              |         | | Arbitrage : Annelize Rostron Ayden Shrives Arbitre vidéo : Wanri Venter | Arbitrage : Annelize Rostron Ayden Shrives Arbitre vidéo : Wanri Venter |

| Match 10             | Pays-Bas                                         | 2 - 2             | France                                | NWU Hockey Academy, Potchefstroom                                    |                                                                      |
| 9 février 2022 20h00 | T. Brinkman 23e · Bijen 55e                      | (1 - 1)           | 10e S. Branicki · 56e Charlet         | Arbitrage : Sean Rapaport Wanri Venter Arbitre vidéo : Ayden Shrives | Arbitrage : Sean Rapaport Wanri Venter Arbitre vidéo : Ayden Shrives |
| 9 février 2022 20h00 | Rapport                                          |                   |                                       | Arbitrage : Sean Rapaport Wanri Venter Arbitre vidéo : Ayden Shrives | Arbitrage : Sean Rapaport Wanri Venter Arbitre vidéo : Ayden Shrives |
| 9 février 2022 20h00 | Van Dam · T. Brinkman · Reyenga · Bijen · De Mol | Tirs au but 4 - 2 | Lockwood · Tynevez · Dumont · Charlet | Arbitrage : Sean Rapaport Wanri Venter Arbitre vidéo : Ayden Shrives | Arbitrage : Sean Rapaport Wanri Venter Arbitre vidéo : Ayden Shrives |

| Match 11              | Inde                              | 2 - 5   | France                                                        | NWU Hockey Academy, Potchefstroom                                        |                                                                          |
| 12 février 2022 18h00 | Jarmanpreet 22e · Harmanpreet 57e | (1 - 1) | 16e, 59e Charlet · 35e Lockwood · 48e Masson · 60e T. Clément | Arbitrage : Sean Rapaport Annelize Rostron Arbitre vidéo : Ayden Shrives | Arbitrage : Sean Rapaport Annelize Rostron Arbitre vidéo : Ayden Shrives |
| 12 février 2022 18h00 | Rapport                           |         |                                                               | Arbitrage : Sean Rapaport Annelize Rostron Arbitre vidéo : Ayden Shrives | Arbitrage : Sean Rapaport Annelize Rostron Arbitre vidéo : Ayden Shrives |

| Match 12              | Argentine                | 2 - 1   | Belgique    | CeNARD, Buenos Aires                                                          |                                                                               |
| 12 février 2022 19h00 | Bugallo 7e · Casella 58e | (1 - 1) | 10e Dockier | Arbitrage : Diego Barbas Germán Montes de Oca Arbitre vidéo : Irene Presenqui | Arbitrage : Diego Barbas Germán Montes de Oca Arbitre vidéo : Irene Presenqui |
| 12 février 2022 19h00 | Rapport                  |         |             | Arbitrage : Diego Barbas Germán Montes de Oca Arbitre vidéo : Irene Presenqui | Arbitrage : Diego Barbas Germán Montes de Oca Arbitre vidéo : Irene Presenqui |

| Match 13              | Afrique du Sud             | 2 - 6   | Pays-Bas                                                                         | NWU Hockey Academy, Potchefstroom                                    |                                                                      |
| 12 février 2022 20h00 | Jackson 26e · De Sousa 60e | (1 - 3) | 15e Van Dam · 21e T. Brinkman · 29e, 39e Warmerdam · 46e Swaen · 54e Hoedemakers | Arbitrage : Ayden Shrives Wanri Venter Arbitre vidéo : Sean Rapaport | Arbitrage : Ayden Shrives Wanri Venter Arbitre vidéo : Sean Rapaport |
| 12 février 2022 20h00 | Rapport                    |         |                                                                                  | Arbitrage : Ayden Shrives Wanri Venter Arbitre vidéo : Sean Rapaport | Arbitrage : Ayden Shrives Wanri Venter Arbitre vidéo : Sean Rapaport |

| Match 14              | Afrique du Sud           | 2 - 10  | Inde | NWU Hockey Academy, Potchefstroom                                       |                                                                         |
| 13 février 2022 18h00 | Bell 12e · Beauchamp 53e | (1 - 3) | 15e Surender · 27e, 48e Shilanand · 28e Mandeep · 36e, 52e, (2x)60e Harmanpreet · 45e Sumit · 56e Shamsher | Arbitrage : Annelize Rostron Ayden Shrives Arbitre vidéo : Wanri Venter | Arbitrage : Annelize Rostron Ayden Shrives Arbitre vidéo : Wanri Venter |
| 13 février 2022 18h00 | Rapport                  |         | | Arbitrage : Annelize Rostron Ayden Shrives Arbitre vidéo : Wanri Venter | Arbitrage : Annelize Rostron Ayden Shrives Arbitre vidéo : Wanri Venter |

| Match 15              | Argentine | 0 - 2   | Belgique                     | CeNARD, Buenos Aires                                                             |                                                                                  |
| 13 février 2022 19h00 |           | (0 - 1) | 15e Hendrickx · 55e Luypaert | Arbitrage : Diego Barbas Germán Montes de Oca Arbitre vidéo : Catalina Montesino | Arbitrage : Diego Barbas Germán Montes de Oca Arbitre vidéo : Catalina Montesino |
| 13 février 2022 19h00 | Rapport   |         |                              | Arbitrage : Diego Barbas Germán Montes de Oca Arbitre vidéo : Catalina Montesino | Arbitrage : Diego Barbas Germán Montes de Oca Arbitre vidéo : Catalina Montesino |

| Match 16              | Pays-Bas                                                         | 5 - 1   | France        | NWU Hockey Academy, Potchefstroom                                       |                                                                         |
| 13 février 2022 20h00 | J. Brinkman 15e · T. Brinkman 24e, 32e · Croon 34e · Janssen 40e | (2 - 0) | 33e Bellenger | Arbitrage : Sean Rapaport Wanri Venter Arbitre vidéo : Annelize Rostron | Arbitrage : Sean Rapaport Wanri Venter Arbitre vidéo : Annelize Rostron |
| 13 février 2022 20h00 | Rapport                                                          |         |               | Arbitrage : Sean Rapaport Wanri Venter Arbitre vidéo : Annelize Rostron | Arbitrage : Sean Rapaport Wanri Venter Arbitre vidéo : Annelize Rostron |

| Match 17              | Afrique du Sud | 1 - 4   | France                                           | NWU Hockey Academy, Potchefstroom                                    |                                                                      |
| 15 février 2022 20h00 | D. Cassiem 57e | (0 - 2) | 4e, 41e Baumgarten · 10e Rogeau · 54e T. Clément | Arbitrage : Sean Rapaport Ayden Shrives Arbitre vidéo : Wanri Venter | Arbitrage : Sean Rapaport Ayden Shrives Arbitre vidéo : Wanri Venter |
| 15 février 2022 20h00 | Rapport        |         |                                                  | Arbitrage : Sean Rapaport Ayden Shrives Arbitre vidéo : Wanri Venter | Arbitrage : Sean Rapaport Ayden Shrives Arbitre vidéo : Wanri Venter |

| Match 18              | Allemagne                              | 3 - 2   | France                       | NWU Hockey Academy, Potchefstroom                                       |                                                                         |
| 16 février 2022 20h00 | Bosserhoff 15e · T. Grambusch 51e, 59e | (1 - 0) | 37e T. Clément · 60e Tynevez | Arbitrage : Annelize Rostron Wanri Venter Arbitre vidéo : Ayden Shrives | Arbitrage : Annelize Rostron Wanri Venter Arbitre vidéo : Ayden Shrives |
| 16 février 2022 20h00 | Rapport                                |         |                              | Arbitrage : Annelize Rostron Wanri Venter Arbitre vidéo : Ayden Shrives | Arbitrage : Annelize Rostron Wanri Venter Arbitre vidéo : Ayden Shrives |

| Match 19              | Afrique du Sud | 1 - 6   | Allemagne                                                                               | NWU Hockey Academy, Potchefstroom                                        |                                                                          |
| 17 février 2022 20h00 | Horne 30e      | (1 - 1) | 17e T. Grambusch · 34e M. Grambusch · 41e Gill · 45e Prinz · 50e Herzbruch · 58e Wellen | Arbitrage : Annelize Rostron Ayden Shrives Arbitre vidéo : Sean Rapaport | Arbitrage : Annelize Rostron Ayden Shrives Arbitre vidéo : Sean Rapaport |
| 17 février 2022 20h00 | Rapport        |         |                                                                                         | Arbitrage : Annelize Rostron Ayden Shrives Arbitre vidéo : Sean Rapaport | Arbitrage : Annelize Rostron Ayden Shrives Arbitre vidéo : Sean Rapaport |

| Match 20              | Argentine          | 2 - 0   | Angleterre | CeNARD, Buenos Aires                                                          |                                                                               |
| 19 février 2022 16h30 | Rey 5e · Monja 45e | (1 - 0) |            | Arbitrage : Diego Barbas Germán Montes de Oca Arbitre vidéo : Irene Presenqui | Arbitrage : Diego Barbas Germán Montes de Oca Arbitre vidéo : Irene Presenqui |
| 19 février 2022 16h30 | Rapport            |         |            | Arbitrage : Diego Barbas Germán Montes de Oca Arbitre vidéo : Irene Presenqui | Arbitrage : Diego Barbas Germán Montes de Oca Arbitre vidéo : Irene Presenqui |

| Match 21              | Allemagne                                               | 4 - 2   | France                     | NWU Hockey Academy, Potchefstroom                                       |                                                                         |
| 19 février 2022 20h00 | Weigand 33e · H. Müller 37e · Prinz 53e · Trompertz 60e | (0 - 0) | 54e T. Clément · 59e Curty | Arbitrage : Sean Rapaport Annelize Rostron Arbitre vidéo : Wanri Venter | Arbitrage : Sean Rapaport Annelize Rostron Arbitre vidéo : Wanri Venter |
| 19 février 2022 20h00 | Rapport                                                 |         |                            | Arbitrage : Sean Rapaport Annelize Rostron Arbitre vidéo : Wanri Venter | Arbitrage : Sean Rapaport Annelize Rostron Arbitre vidéo : Wanri Venter |

| Match 22              | Argentine                      | 3 - 1   | Angleterre   | CeNARD, Buenos Aires                                                             |                                                                                  |
| 20 février 2022 16h30 | Toscani 9e · Martínez 21e, 60e | (2 - 0) | 45e Bandurak | Arbitrage : Diego Barbas Germán Montes de Oca Arbitre vidéo : Catalina Montesino | Arbitrage : Diego Barbas Germán Montes de Oca Arbitre vidéo : Catalina Montesino |
| 20 février 2022 16h30 | Rapport                        |         |              | Arbitrage : Diego Barbas Germán Montes de Oca Arbitre vidéo : Catalina Montesino | Arbitrage : Diego Barbas Germán Montes de Oca Arbitre vidéo : Catalina Montesino |

| Match 23              | Afrique du Sud | 1 - 2   | France                   | NWU Hockey Academy, Potchefstroom                                        |                                                                          |
| 20 février 2022 20h00 | M. Cassiem 8e  | (1 - 1) | 18e Rogeau · 37e Charlet | Arbitrage : Sean Rapaport Ayden Shrives Arbitre vidéo : Annelize Rostron | Arbitrage : Sean Rapaport Ayden Shrives Arbitre vidéo : Annelize Rostron |
| 20 février 2022 20h00 | Rapport        |         |                          | Arbitrage : Sean Rapaport Ayden Shrives Arbitre vidéo : Annelize Rostron | Arbitrage : Sean Rapaport Ayden Shrives Arbitre vidéo : Annelize Rostron |

| Match 24              | Afrique du Sud | 1 - 3   | Allemagne                             | NWU Hockey Academy, Potchefstroom                                    |                                                                      |
| 21 février 2022 20h00 | Beauchamp 48e  | (0 - 2) | 11e Rühr · 27e Hellwig · 46e Kaufmann | Arbitrage : Sean Rapaport Wanri Venter Arbitre vidéo : Ayden Shrives | Arbitrage : Sean Rapaport Wanri Venter Arbitre vidéo : Ayden Shrives |
| 21 février 2022 20h00 | Rapport        |         |                                       | Arbitrage : Sean Rapaport Wanri Venter Arbitre vidéo : Ayden Shrives | Arbitrage : Sean Rapaport Wanri Venter Arbitre vidéo : Ayden Shrives |

| Match 25              | Inde                                                            | 5 - 4   | Espagne                                 | Kalinga Stadium, Bhubaneswar                                               |                                                                            |
| 26 février 2022 19h30 | Harmanpreet 15e, 60e · Shilanand 41e · Shamsher 43e · Varun 55e | (1 - 3) | 14e Pa. Cunill · 20e, 23e, 40e Miralles | Arbitrage : Raghu Prasad Javed Shaikh Arbitre vidéo : Céline Matin-Schmets | Arbitrage : Raghu Prasad Javed Shaikh Arbitre vidéo : Céline Matin-Schmets |
| 26 février 2022 19h30 | Rapport                                                         |         |                                         | Arbitrage : Raghu Prasad Javed Shaikh Arbitre vidéo : Céline Matin-Schmets | Arbitrage : Raghu Prasad Javed Shaikh Arbitre vidéo : Céline Matin-Schmets |

| Match 26              | Inde                                         | 3 - 5   | Espagne                                                          | Kalinga Stadium, Bhubaneswar                                       |                                                                    |
| 27 février 2022 19h30 | Abhishek 6e · Harmanpreet 27e · Sukhjeet 51e | (2 - 3) | 14e, 24e Pa. Cunill · 14e Tarrés · 54e Pe. Cunill · 59e Miralles | Arbitrage : Deepak Joshi Javed Shaikh Arbitre vidéo : Raghu Prasad | Arbitrage : Deepak Joshi Javed Shaikh Arbitre vidéo : Raghu Prasad |
| 27 février 2022 19h30 | Rapport                                      |         |                                                                  | Arbitrage : Deepak Joshi Javed Shaikh Arbitre vidéo : Raghu Prasad | Arbitrage : Deepak Joshi Javed Shaikh Arbitre vidéo : Raghu Prasad |

| Match 29           | Inde                                        | 2 - 2             | Argentine                            | Kalinga Stadium, Bhubaneswar                                       |                                                                    |
| 19 mars 2022 19h30 | Gurjant 38e · Mandeep 60e                   | (0 - 0)           | 45e Acosta · 52e Keenan              | Arbitrage : Deepak Joshi Javed Shaikh Arbitre vidéo : Raghu Prasad | Arbitrage : Deepak Joshi Javed Shaikh Arbitre vidéo : Raghu Prasad |
| 19 mars 2022 19h30 | Rapport                                     |                   |                                      | Arbitrage : Deepak Joshi Javed Shaikh Arbitre vidéo : Raghu Prasad | Arbitrage : Deepak Joshi Javed Shaikh Arbitre vidéo : Raghu Prasad |
| 19 mars 2022 19h30 | Harmanpreet · Abhishek · Gurjant · Sukhjeet | Tirs au but 1 - 3 | Keenan · Domene · Toscani · Ferreiro | Arbitrage : Deepak Joshi Javed Shaikh Arbitre vidéo : Raghu Prasad | Arbitrage : Deepak Joshi Javed Shaikh Arbitre vidéo : Raghu Prasad |

| Match 30           | Inde                                       | 4 - 3   | Argentine                                   | Kalinga Stadium, Bhubaneswar                                       |                                                                    |
| 20 mars 2022 19h30 | Hardik 17e · Jugraj 20e, 52e · Mandeep 60e | (2 - 0) | 40e Della Torre · 51e Domene · 56e Ferreiro | Arbitrage : Raghu Prasad Javed Shaikh Arbitre vidéo : Deepak Joshi | Arbitrage : Raghu Prasad Javed Shaikh Arbitre vidéo : Deepak Joshi |
| 20 mars 2022 19h30 | Rapport                                    |         |                                             | Arbitrage : Raghu Prasad Javed Shaikh Arbitre vidéo : Deepak Joshi | Arbitrage : Raghu Prasad Javed Shaikh Arbitre vidéo : Deepak Joshi |

| Match 31           | Allemagne               | 2 - 1   | Espagne     | SparkassenPark, Mönchengladbach                                    |                                                                    |
| 26 mars 2022 16h30 | Peillat 1e · Wellen 35e | (1 - 0) | 58e Sánchez | Arbitrage : Michiel Otten Dan Barstow Arbitre vidéo : Alison Keogh | Arbitrage : Michiel Otten Dan Barstow Arbitre vidéo : Alison Keogh |
| 26 mars 2022 16h30 | Rapport                 |         |             | Arbitrage : Michiel Otten Dan Barstow Arbitre vidéo : Alison Keogh | Arbitrage : Michiel Otten Dan Barstow Arbitre vidéo : Alison Keogh |

| Match 32           | Allemagne                           | 1 - 1             | Espagne                                            | SparkassenPark, Mönchengladbach                                    |                                                                    |
| 27 mars 2022 14h30 | Peillat 48e                         | (0 - 0)           | 60e Basterra                                       | Arbitrage : Dan Barstow Sarah Wilson Arbitre vidéo : Michiel Otten | Arbitrage : Dan Barstow Sarah Wilson Arbitre vidéo : Michiel Otten |
| 27 mars 2022 14h30 | Rapport                             |                   |                                                    | Arbitrage : Dan Barstow Sarah Wilson Arbitre vidéo : Michiel Otten | Arbitrage : Dan Barstow Sarah Wilson Arbitre vidéo : Michiel Otten |
| 27 mars 2022 14h30 | Wellen · Hartkopf · Prinz · Hellwig | Tirs au but 3 - 2 | Iglesias · Gispert · Miralles · Reyné · Vilallonga | Arbitrage : Dan Barstow Sarah Wilson Arbitre vidéo : Michiel Otten | Arbitrage : Dan Barstow Sarah Wilson Arbitre vidéo : Michiel Otten |

| Match 33           | Inde                                                                                 | 3 - 3             | Angleterre                                                                   | Kalinga Stadium, Bhubaneswar                                       |                                                                    |
| 2 avril 2022 19h30 | Abhishek 14e · Shamsher 27e · Harmanpreet 52e                                        | (2 - 2)           | 8e, 28e Bandurak · 60e Ward                                                  | Arbitrage : Raghu Prasad Javed Shaikh Arbitre vidéo : Deepak Joshi | Arbitrage : Raghu Prasad Javed Shaikh Arbitre vidéo : Deepak Joshi |
| 2 avril 2022 19h30 | Rapport                                                                              |                   |                                                                              | Arbitrage : Raghu Prasad Javed Shaikh Arbitre vidéo : Deepak Joshi | Arbitrage : Raghu Prasad Javed Shaikh Arbitre vidéo : Deepak Joshi |
| 2 avril 2022 19h30 | Harmanpreet · Shamsher · Rajkumar · Abhishek · Vivek · ---- · Harmanpreet · Abhishek | Tirs au but 3 - 2 | Ansell · Griffiths · Sorsby · Albery · Goodfield · ---- · Griffiths · Ansell | Arbitrage : Raghu Prasad Javed Shaikh Arbitre vidéo : Deepak Joshi | Arbitrage : Raghu Prasad Javed Shaikh Arbitre vidéo : Deepak Joshi |

| Match 34           | Inde                                   | 4 - 3   | Angleterre                         | Kalinga Stadium, Bhubaneswar                                       |                                                                    |
| 3 avril 2022 19h30 | Manpreet 15e · Harmanpreet (2x)26, 43e | (3 - 1) | 7e Sanford · 39e Condon · 44e Ward | Arbitrage : Deepak Joshi Raghu Prasad Arbitre vidéo : Javed Shaikh | Arbitrage : Deepak Joshi Raghu Prasad Arbitre vidéo : Javed Shaikh |
| 3 avril 2022 19h30 | Rapport                                |         |                                    | Arbitrage : Deepak Joshi Raghu Prasad Arbitre vidéo : Javed Shaikh | Arbitrage : Deepak Joshi Raghu Prasad Arbitre vidéo : Javed Shaikh |

| Match 27             | Inde                                | 3 - 0   | Allemagne | Kalinga Stadium, Bhubaneswar                                           |                                                                        |
| 14 avril 2022, 19h30 | Harmanpreet 18e, 27e · Abhishek 45e | (2 - 0) |           | Arbitrage : Javed Shaikh Rawi Anbananthan Arbitre vidéo : Raghu Prasad | Arbitrage : Javed Shaikh Rawi Anbananthan Arbitre vidéo : Raghu Prasad |
| 14 avril 2022, 19h30 | Rapport                             |         |           | Arbitrage : Javed Shaikh Rawi Anbananthan Arbitre vidéo : Raghu Prasad | Arbitrage : Javed Shaikh Rawi Anbananthan Arbitre vidéo : Raghu Prasad |

| Match 28             | Inde                                    | 3 - 1   | Allemagne  | Kalinga Stadium, Bhubaneswar                                           |                                                                        |
| 15 avril 2022, 17h00 | Sukhjeet 19e · Varun 41e · Abhishek 54e | (1 - 0) | 45e Böckel | Arbitrage : Raghu Prasad Rawi Anbananthan Arbitre vidéo : Javed Shaikh | Arbitrage : Raghu Prasad Rawi Anbananthan Arbitre vidéo : Javed Shaikh |
| 15 avril 2022, 17h00 | Rapport                                 |         |            | Arbitrage : Raghu Prasad Rawi Anbananthan Arbitre vidéo : Javed Shaikh | Arbitrage : Raghu Prasad Rawi Anbananthan Arbitre vidéo : Javed Shaikh |

| Match 35            | Argentine                                  | 4 - 2   | France                 | CeNARD, Buenos Aires                                                         |                                                                              |
| 16 avril 2022 18h30 | Martins 3e, 58e · Domene 50e · Ferrero 54e | (1 - 1) | 19e Tynevez · 42e Igau | Arbitrage : Germán Montes de Oca Federico Garcia Arbitre vidéo : Suzi Sutton | Arbitrage : Germán Montes de Oca Federico Garcia Arbitre vidéo : Suzi Sutton |
| 16 avril 2022 18h30 | Rapport                                    |         |                        | Arbitrage : Germán Montes de Oca Federico Garcia Arbitre vidéo : Suzi Sutton | Arbitrage : Germán Montes de Oca Federico Garcia Arbitre vidéo : Suzi Sutton |

| Match 36            | Argentine | 0 - 2   | France                       | CeNARD, Buenos Aires                                                            |                                                                                 |
| 17 avril 2022 18h30 |           | (0 - 1) | 11e M. Branicki · 51e Masson | Arbitrage : Maggie Giddens Federico Garcia Arbitre vidéo : Germán Montes de Oca | Arbitrage : Maggie Giddens Federico Garcia Arbitre vidéo : Germán Montes de Oca |
| 17 avril 2022 18h30 | Rapport   |         |                              | Arbitrage : Maggie Giddens Federico Garcia Arbitre vidéo : Germán Montes de Oca | Arbitrage : Maggie Giddens Federico Garcia Arbitre vidéo : Germán Montes de Oca |

| Match 37            | Argentine                                         | 4 - 3   | Afrique du Sud                   | CeNARD, Buenos Aires                                                          |                                                                               |
| 23 avril 2022 16h00 | Monja 3e · Fernández 5e · Ferrero 38e · Sarto 43e | (2 - 1) | 14e Ntuli · 43e, 48e Guise-Brown | Arbitrage : Diego Barbas Irene Presenqui Arbitre vidéo : Germán Montes de Oca | Arbitrage : Diego Barbas Irene Presenqui Arbitre vidéo : Germán Montes de Oca |
| 23 avril 2022 16h00 | Rapport                                           |         |                                  | Arbitrage : Diego Barbas Irene Presenqui Arbitre vidéo : Germán Montes de Oca | Arbitrage : Diego Barbas Irene Presenqui Arbitre vidéo : Germán Montes de Oca |

| Match 38            | Argentine                               | 2 - 2             | Afrique du Sud                                  | CeNARD, Buenos Aires                                                          |                                                                               |
| 24 avril 2022 16h00 | Ferrero 18e · Agostini 59e              | (1 - 0)           | 36e Ntuli · 39e Beauchamp                       | Arbitrage : Germán Montes de Oca Irene Presenqui Arbitre vidéo : Diego Barbas | Arbitrage : Germán Montes de Oca Irene Presenqui Arbitre vidéo : Diego Barbas |
| 24 avril 2022 16h00 | Rapport                                 |                   |                                                 | Arbitrage : Germán Montes de Oca Irene Presenqui Arbitre vidéo : Diego Barbas | Arbitrage : Germán Montes de Oca Irene Presenqui Arbitre vidéo : Diego Barbas |
| 24 avril 2022 16h00 | Acosta · Capurro · Martins · Gencarelli | Tirs au but 2 - 1 | De Lora · Abrahams · Ntuli · Futcher · Sherwood | Arbitrage : Germán Montes de Oca Irene Presenqui Arbitre vidéo : Diego Barbas | Arbitrage : Germán Montes de Oca Irene Presenqui Arbitre vidéo : Diego Barbas |

| Match 39         | Allemagne | 0 - 1   | Angleterre   | SparkassenPark, Mönchengladbach                                      |                                                                      |
| 4 mai 2022 17h30 |           | (0 - 1) | 12e Bandurak | Arbitrage : Martin Madden Jakub Mejzlik Arbitre vidéo : Sarah Wilson | Arbitrage : Martin Madden Jakub Mejzlik Arbitre vidéo : Sarah Wilson |
| 4 mai 2022 17h30 | Rapport   |         |              | Arbitrage : Martin Madden Jakub Mejzlik Arbitre vidéo : Sarah Wilson | Arbitrage : Martin Madden Jakub Mejzlik Arbitre vidéo : Sarah Wilson |

| Match 40         | Allemagne                                    | 3 - 2   | Angleterre           | SparkassenPark, Mönchengladbach                                               |                                                                               |
| 5 mai 2022 15h30 | Hellwig 21e · T. Grambusch 36e · Peillat 41e | (1 - 1) | 3e Condon · 40e Ward | Arbitrage : Martin Madden Jakub Mejzlik Arbitre vidéo : Céline Martin-Schmets | Arbitrage : Martin Madden Jakub Mejzlik Arbitre vidéo : Céline Martin-Schmets |
| 5 mai 2022 15h30 | Rapport                                      |         |                      | Arbitrage : Martin Madden Jakub Mejzlik Arbitre vidéo : Céline Martin-Schmets | Arbitrage : Martin Madden Jakub Mejzlik Arbitre vidéo : Céline Martin-Schmets |

| Match 41          | Espagne | 0 - 1   | Argentine  | Estadio Betero, Valence                                               |                                                                       |
| 14 mai 2022 16h30 |         | (0 - 1) | 14e Domene | Arbitrage : Steve Rogers Ben Göntgen Arbitre vidéo : Laurine Delforge | Arbitrage : Steve Rogers Ben Göntgen Arbitre vidéo : Laurine Delforge |
| 14 mai 2022 16h30 | Rapport |         |            | Arbitrage : Steve Rogers Ben Göntgen Arbitre vidéo : Laurine Delforge | Arbitrage : Steve Rogers Ben Göntgen Arbitre vidéo : Laurine Delforge |

| Match 42          | Espagne | 1 - 1             | Argentine | Estadio Betero, Valence                                               |                                                                       |
| 15 mai 2022 16h30 | Menini 51e | (0 - 0)           | 50e Casella | Arbitrage : Laurine Delforge Ben Göntgen Arbitre vidéo : Liu Xiaoying | Arbitrage : Laurine Delforge Ben Göntgen Arbitre vidéo : Liu Xiaoying |
| 15 mai 2022 16h30 | Rapport |                   | | Arbitrage : Laurine Delforge Ben Göntgen Arbitre vidéo : Liu Xiaoying | Arbitrage : Laurine Delforge Ben Göntgen Arbitre vidéo : Liu Xiaoying |
| 15 mai 2022 16h30 | Gispert · Menini · Miralles · Reyné · Tarrés · ---- · Gispert · Reyné · Menini · Miralles · Tarrés · ---- · Gispert · Reyné | Tirs au but 5 - 6 | Keenan · Domene · Toscani · Martínez · Ferreiro · ---- · Keenan · Domene · Toscani · Martínez · Ferreiro · ---- · Ferreiro · Keenan | Arbitrage : Laurine Delforge Ben Göntgen Arbitre vidéo : Liu Xiaoying | Arbitrage : Laurine Delforge Ben Göntgen Arbitre vidéo : Liu Xiaoying |

| Match 43          | Espagne                                              | 4 - 2   | France                       | Estadio Betero, Valence                                               |                                                                       |
| 17 mai 2022 11h30 | Alonso 5e · Dávila 22e · Miralles 52e · Recasens 58e | (2 - 2) | 17e Charlet · 28e Baumgarten | Arbitrage : Steve Rogers Ben Göntgen Arbitre vidéo : Laurine Delforge | Arbitrage : Steve Rogers Ben Göntgen Arbitre vidéo : Laurine Delforge |
| 17 mai 2022 11h30 | Rapport                                              |         |                              | Arbitrage : Steve Rogers Ben Göntgen Arbitre vidéo : Laurine Delforge | Arbitrage : Steve Rogers Ben Göntgen Arbitre vidéo : Laurine Delforge |

| Match 44          | Espagne    | 1 - 0   | France | Estadio Betero, Valence                                           |                                                                   |
| 18 mai 2022 11h30 | Menini 60e | (0 - 0) |        | Arbitrage : Steve Rogers Liu Xiaoying Arbitre vidéo : Ben Göntgen | Arbitrage : Steve Rogers Liu Xiaoying Arbitre vidéo : Ben Göntgen |
| 18 mai 2022 11h30 | Rapport    |         |        | Arbitrage : Steve Rogers Liu Xiaoying Arbitre vidéo : Ben Göntgen | Arbitrage : Steve Rogers Liu Xiaoying Arbitre vidéo : Ben Göntgen |

| Match 45          | Belgique                                          | 3 - 3             | Espagne                                      | Wilrijkse Plein, Anvers                                              |                                                                      |
| 20 mai 2022 20h30 | Dohmen 40e · Boon 48e, 56e                        | (0 - 1)           | 16e Reyné · 39e Miralles · 41e Iglesias      | Arbitrage : Christian Blasch Dan Barstow Arbitre vidéo : Ivona Makar | Arbitrage : Christian Blasch Dan Barstow Arbitre vidéo : Ivona Makar |
| 20 mai 2022 20h30 | Rapport                                           |                   |                                              | Arbitrage : Christian Blasch Dan Barstow Arbitre vidéo : Ivona Makar | Arbitrage : Christian Blasch Dan Barstow Arbitre vidéo : Ivona Makar |
| 20 mai 2022 20h30 | Boccard · De Sloover · Gougnard · Wegnez · Cosyns | Tirs au but 3 - 2 | Gispert · Menini · Miralles · Reyné · Clapés | Arbitrage : Christian Blasch Dan Barstow Arbitre vidéo : Ivona Makar | Arbitrage : Christian Blasch Dan Barstow Arbitre vidéo : Ivona Makar |

| Match 47          | Angleterre                                     | 5 - 4   | France                                 | Lee Valley Hockey & Tennis Centre, Londres                              |                                                                         |
| 21 mai 2022 13h00 | Goodfield 2e · Ramshaw 8e, 56e · Ward 31e, 59e | (2 - 2) | 23e Charlet · 30e, 44e, 47e Baumgarten | Arbitrage : Michiel Otten Jonas van 't Hek Arbitre vidéo : Liu Xiaoying | Arbitrage : Michiel Otten Jonas van 't Hek Arbitre vidéo : Liu Xiaoying |
| 21 mai 2022 13h00 | Rapport                                        |         |                                        | Arbitrage : Michiel Otten Jonas van 't Hek Arbitre vidéo : Liu Xiaoying | Arbitrage : Michiel Otten Jonas van 't Hek Arbitre vidéo : Liu Xiaoying |

| Match 46          | Allemagne                                                           | 6 - 3   | Argentine                            | Berliner HC, Berlin                                                     |                                                                         |
| 21 mai 2022 16h30 | T. Grambusch 14e · Hartkopf 15e · Prinz 20e, 52e · Peillat 22e, 42e | (4 - 1) | 3e Keenan · 51e Habif · 56e Tarazona | Arbitrage : Martin Madden Jakub Mejzlik Arbitre vidéo : Hannah Harrison | Arbitrage : Martin Madden Jakub Mejzlik Arbitre vidéo : Hannah Harrison |
| 21 mai 2022 16h30 | Rapport                                                             |         |                                      | Arbitrage : Martin Madden Jakub Mejzlik Arbitre vidéo : Hannah Harrison | Arbitrage : Martin Madden Jakub Mejzlik Arbitre vidéo : Hannah Harrison |

| Match 48          | Belgique                                   | 5 - 1   | Espagne       | Wilrijkse Plein, Anvers                                               |                                                                       |
| 21 mai 2022 20h30 | Boon 7e, 28e, 35e · Onana 15e · Cosyns 57e | (3 - 0) | 59e Rodríguez | Arbitrage : Christian Blasch Dan Barstow Arbitre vidéo : Sarah Wilson | Arbitrage : Christian Blasch Dan Barstow Arbitre vidéo : Sarah Wilson |
| 21 mai 2022 20h30 | Rapport                                    |         |               | Arbitrage : Christian Blasch Dan Barstow Arbitre vidéo : Sarah Wilson | Arbitrage : Christian Blasch Dan Barstow Arbitre vidéo : Sarah Wilson |

| Match 50          | Angleterre                                | 4 - 1   | France         | Lee Valley Hockey & Tennis Centre, Londres                                  |                                                                             |
| 22 mai 2022 12h00 | Bandurak 19e, 24e · Condon 48e · Ward 57e | (2 - 0) | 49e T. Clément | Arbitrage : Michiel Otten Jonas van 't Hek Arbitre vidéo : Michelle Meister | Arbitrage : Michiel Otten Jonas van 't Hek Arbitre vidéo : Michelle Meister |
| 22 mai 2022 12h00 | Rapport                                   |         |                | Arbitrage : Michiel Otten Jonas van 't Hek Arbitre vidéo : Michelle Meister | Arbitrage : Michiel Otten Jonas van 't Hek Arbitre vidéo : Michelle Meister |

| Match 49          | Allemagne                                           | 1 - 1             | Argentine                            | Berliner HC, Berlin                                                  |                                                                      |
| 22 mai 2022 14h30 | Miltkau 43e                                         | (0 - 1)           | 15e Casella                          | Arbitrage : Martin Madden Jakub Mejzlik Arbitre vidéo : Alison Keogh | Arbitrage : Martin Madden Jakub Mejzlik Arbitre vidéo : Alison Keogh |
| 22 mai 2022 14h30 | Rapport                                             |                   |                                      | Arbitrage : Martin Madden Jakub Mejzlik Arbitre vidéo : Alison Keogh | Arbitrage : Martin Madden Jakub Mejzlik Arbitre vidéo : Alison Keogh |
| 22 mai 2022 14h30 | Hartkopf · T. Grambusch · Trompertz · Prinz · Große | Tirs au but 4 - 2 | Keenan · Domene · Ferreiro · Cicileo | Arbitrage : Martin Madden Jakub Mejzlik Arbitre vidéo : Alison Keogh | Arbitrage : Martin Madden Jakub Mejzlik Arbitre vidéo : Alison Keogh |

| Match 51          | Angleterre                                   | 4 - 2   | Afrique du Sud              | Lee Valley Hockey & Tennis Centre, Londres                           |                                                                      |
| 28 mai 2022 12h00 | Bandurak 10e, 19e · Griffiths 23e · Ward 40e | (3 - 0) | 49e Guise-Brown · 51e Horne | Arbitrage : Michiel Otten Martin Madden Arbitre vidéo : Sarah Wilson | Arbitrage : Michiel Otten Martin Madden Arbitre vidéo : Sarah Wilson |
| 28 mai 2022 12h00 | Rapport                                      |         |                             | Arbitrage : Michiel Otten Martin Madden Arbitre vidéo : Sarah Wilson | Arbitrage : Michiel Otten Martin Madden Arbitre vidéo : Sarah Wilson |

| Match 52          | Belgique                  | 2 - 1   | France      | Wilrijkse Plein, Anvers                                                         |                                                                                 |
| 28 mai 2022 18h00 | Cosyns 24e · Charlier 44e | (1 - 0) | 60e Charlet | Arbitrage : Sébastien Michielsen Christian Blasch Arbitre vidéo : Jakub Mejzlik | Arbitrage : Sébastien Michielsen Christian Blasch Arbitre vidéo : Jakub Mejzlik |
| 28 mai 2022 18h00 | Rapport                   |         |             | Arbitrage : Sébastien Michielsen Christian Blasch Arbitre vidéo : Jakub Mejzlik | Arbitrage : Sébastien Michielsen Christian Blasch Arbitre vidéo : Jakub Mejzlik |

| Match 53          | Angleterre                             | 3 - 0   | Afrique du Sud | Lee Valley Hockey & Tennis Centre, Londres                               |                                                                          |
| 29 mai 2022 12h00 | Albery 5e · Calnan 14e · Griffiths 55e | (2 - 0) |                | Arbitrage : Michiel Otten Martin Madden Arbitre vidéo : Laurine Delforge | Arbitrage : Michiel Otten Martin Madden Arbitre vidéo : Laurine Delforge |
| 29 mai 2022 12h00 | Rapport                                |         |                | Arbitrage : Michiel Otten Martin Madden Arbitre vidéo : Laurine Delforge | Arbitrage : Michiel Otten Martin Madden Arbitre vidéo : Laurine Delforge |

| Match 54          | Belgique                    | 3 - 1   | France         | Wilrijkse Plein, Anvers                                                         |                                                                                 |
| 29 mai 2022 18h00 | Charlier 9e · Boon 18e, 23e | (3 - 1) | 15e T. Clément | Arbitrage : Christian Blasch Jakub Mejzlik Arbitre vidéo : Sébastien Michielsen | Arbitrage : Christian Blasch Jakub Mejzlik Arbitre vidéo : Sébastien Michielsen |
| 29 mai 2022 18h00 | Rapport                     |         |                | Arbitrage : Christian Blasch Jakub Mejzlik Arbitre vidéo : Sébastien Michielsen | Arbitrage : Christian Blasch Jakub Mejzlik Arbitre vidéo : Sébastien Michielsen |

| Match 55            | Pays-Bas                                                                      | 5 - 2   | Argentine                      | RKHV Union, Nimègue                                                      |                                                                          |
| 1er juin 2022 17h30 | Van der Horst 3e · Janssen 13e · Van Battum 19e · Bijen 33e · Hoedemakers 34e | (3 - 0) | 40e Della Torre · 42e Ferreiro | Arbitrage : Jonas van't Hek Dan Barstow Arbitre vidéo : Christian Blasch | Arbitrage : Jonas van't Hek Dan Barstow Arbitre vidéo : Christian Blasch |
| 1er juin 2022 17h30 | Rapport                                                                       |         |                                | Arbitrage : Jonas van't Hek Dan Barstow Arbitre vidéo : Christian Blasch | Arbitrage : Jonas van't Hek Dan Barstow Arbitre vidéo : Christian Blasch |

| Match 56          | Pays-Bas                                     | 3 - 1   | Argentine    | RKHV Union, Nimègue                                                      |                                                                          |
| 2 juin 2022 18h00 | De Geus 31e · Van Heijningen 32e · Bijen 33e | (0 - 1) | 16e Ferreiro | Arbitrage : Christian Blasch Dan Barstow Arbitre vidéo : Jonas van't Hek | Arbitrage : Christian Blasch Dan Barstow Arbitre vidéo : Jonas van't Hek |
| 2 juin 2022 18h00 | Rapport                                      |         |              | Arbitrage : Christian Blasch Dan Barstow Arbitre vidéo : Jonas van't Hek | Arbitrage : Christian Blasch Dan Barstow Arbitre vidéo : Jonas van't Hek |

| Match 57          | Angleterre | 0 - 3   | Pays-Bas                            | Lee Valley Hockey & Tennis Centre, Londres                                |                                                                           |
| 4 juin 2022 16h30 |            | (0 - 2) | 3e, 13e Warmerdam · 56e Hoedemakers | Arbitrage : Christian Blasch David Tomlinson Arbitre vidéo : Sarah Wilson | Arbitrage : Christian Blasch David Tomlinson Arbitre vidéo : Sarah Wilson |
| 4 juin 2022 16h30 | Rapport    |         |                                     | Arbitrage : Christian Blasch David Tomlinson Arbitre vidéo : Sarah Wilson | Arbitrage : Christian Blasch David Tomlinson Arbitre vidéo : Sarah Wilson |

| Match 58          | Espagne                                                               | 5 - 3   | Afrique du Sud               | Stade olympique de Terrassa, Terrassa                                    |                                                                          |
| 4 juin 2022 19h00 | Miralles 13e · Clapés 24e · Basterra 36e · Lacalle 48e · Iglesias 51e | (2 - 0) | 42e Eustice · 47e, 58e Paton | Arbitrage : Jonas van't Hek Dan Barstow Arbitre vidéo : Michelle Meister | Arbitrage : Jonas van't Hek Dan Barstow Arbitre vidéo : Michelle Meister |
| 4 juin 2022 19h00 | Rapport                                                               |         |                              | Arbitrage : Jonas van't Hek Dan Barstow Arbitre vidéo : Michelle Meister | Arbitrage : Jonas van't Hek Dan Barstow Arbitre vidéo : Michelle Meister |

| Match 59          | Angleterre                       | 3 - 6   | Pays-Bas                                                                  | Lee Valley Hockey & Tennis Centre, Londres                                |                                                                           |
| 5 juin 2022 15h30 | Bandurak 29e · Rushmere 38e, 51e | (1 - 3) | 1e, 18e De Vilder · 25e, 45e Hoedemakers · 47e Wortelboer · 60e Warmerdam | Arbitrage : Christian Blasch David Tomlinson Arbitre vidéo : Alison Keogh | Arbitrage : Christian Blasch David Tomlinson Arbitre vidéo : Alison Keogh |
| 5 juin 2022 15h30 | Rapport                          |         |                                                                           | Arbitrage : Christian Blasch David Tomlinson Arbitre vidéo : Alison Keogh | Arbitrage : Christian Blasch David Tomlinson Arbitre vidéo : Alison Keogh |

| Match 60          | Espagne                                           | 3 - 0   | Afrique du Sud | Stade olympique de Terrassa, Terrassa                                   |                                                                         |
| 5 juin 2022 19h00 | Basterra 13e · Recasens 21e · De Ignacio-Simó 48e | (2 - 0) |                | Arbitrage : Jonas van't Hek Dan Barstow Arbitre vidéo : Hannah Harrison | Arbitrage : Jonas van't Hek Dan Barstow Arbitre vidéo : Hannah Harrison |
| 5 juin 2022 19h00 | Rapport                                           |         |                | Arbitrage : Jonas van't Hek Dan Barstow Arbitre vidéo : Hannah Harrison | Arbitrage : Jonas van't Hek Dan Barstow Arbitre vidéo : Hannah Harrison |

| Match 61          | Belgique                                          | 5 - 0   | Afrique du Sud | Wilrijkse Plein, Anvers                                                          |                                                                                  |
| 7 juin 2022 18h00 | De Kerpel 5e · Boon 26e, 40e, 48e · Hendrickx 42e | (2 - 0) |                | Arbitrage : Coen van Bunge David Tomlinson Arbitre vidéo : Céline Martin-Schmets | Arbitrage : Coen van Bunge David Tomlinson Arbitre vidéo : Céline Martin-Schmets |
| 7 juin 2022 18h00 | Rapport                                           |         |                | Arbitrage : Coen van Bunge David Tomlinson Arbitre vidéo : Céline Martin-Schmets | Arbitrage : Coen van Bunge David Tomlinson Arbitre vidéo : Céline Martin-Schmets |

| Match 62          | Belgique                                 | 4 - 2   | Afrique du Sud    | Wilrijkse Plein, Anvers                                                 |                                                                         |
| 8 juin 2022 18h00 | Onana 7e · Van Aubel 37e · Boon 40e, 45e | (1 - 1) | 2e, 49e Beauchamp | Arbitrage : Coen van Bunge David Tomlinson Arbitre vidéo : Liu Xiaoying | Arbitrage : Coen van Bunge David Tomlinson Arbitre vidéo : Liu Xiaoying |
| 8 juin 2022 18h00 | Rapport                                  |         |                   | Arbitrage : Coen van Bunge David Tomlinson Arbitre vidéo : Liu Xiaoying | Arbitrage : Coen van Bunge David Tomlinson Arbitre vidéo : Liu Xiaoying |

| Match 63           | Belgique                                             | 3 - 3             | Inde                                                  | Wilrijkse Plein, Anvers                                                    |                                                                            |
| 11 juin 2022 16h30 | Charlier 21e · Gougnard 36e · De Kerpel 51e          | (1 - 1)           | 18e Shamsher · 52e Harmanpreet · 58e Jarmanpreet      | Arbitrage : Coen van Bunge David Tomlinson Arbitre vidéo : Hannah Harrison | Arbitrage : Coen van Bunge David Tomlinson Arbitre vidéo : Hannah Harrison |
| 11 juin 2022 16h30 | Rapport                                              |                   |                                                       | Arbitrage : Coen van Bunge David Tomlinson Arbitre vidéo : Hannah Harrison | Arbitrage : Coen van Bunge David Tomlinson Arbitre vidéo : Hannah Harrison |
| 11 juin 2022 16h30 | Boccard · Cosyns · Gougnard · De Sloover · De Kerpel | Tirs au but 4 - 5 | Harmanpreet · Abhishek · Lalit · Shamsher · Akashdeep | Arbitrage : Coen van Bunge David Tomlinson Arbitre vidéo : Hannah Harrison | Arbitrage : Coen van Bunge David Tomlinson Arbitre vidéo : Hannah Harrison |

| Match 64           | Allemagne                    | 2 - 3   | Pays-Bas                           | Der Club an der Alster, Hambourg                                           |                                                                            |
| 11 juin 2022 16h30 | M. Grambusch 10e · Prinz 44e | (1 - 2) | 18e Swaen · 25e De Mol · 48e Bijen | Arbitrage : Bruce Bale Jakub Mejzlik Arbitre vidéo : Céline Martin-Schmets | Arbitrage : Bruce Bale Jakub Mejzlik Arbitre vidéo : Céline Martin-Schmets |
| 11 juin 2022 16h30 | Rapport                      |         |                                    | Arbitrage : Bruce Bale Jakub Mejzlik Arbitre vidéo : Céline Martin-Schmets | Arbitrage : Bruce Bale Jakub Mejzlik Arbitre vidéo : Céline Martin-Schmets |

| Match 65           | Allemagne                                             | 4 - 1   | Pays-Bas | Der Club an der Alster, Hambourg                                 |                                                                  |
| 12 juin 2022 14h30 | Ludwig 32e · Miltkau 37e · Bosserhoff 48e · Staib 50e | (0 - 1) | 4e Bijen | Arbitrage : Bruce Bale Jakub Mejzlik Arbitre vidéo : Ivona Makar | Arbitrage : Bruce Bale Jakub Mejzlik Arbitre vidéo : Ivona Makar |
| 12 juin 2022 14h30 | Rapport                                               |         |          | Arbitrage : Bruce Bale Jakub Mejzlik Arbitre vidéo : Ivona Makar | Arbitrage : Bruce Bale Jakub Mejzlik Arbitre vidéo : Ivona Makar |

| Match 66           | Belgique                           | 3 - 2   | Inde                       | Wilrijkse Plein, Anvers                                                     |                                                                             |
| 12 juin 2022 16h30 | De Kerpel 33e · Hendrickx 49e, 59e | (0 - 1) | 25e Abhishek · 60e Mandeep | Arbitrage : Coen van Bunge David Tomlinson Arbitre vidéo : Michelle Meister | Arbitrage : Coen van Bunge David Tomlinson Arbitre vidéo : Michelle Meister |
| 12 juin 2022 16h30 | Rapport                            |         |                            | Arbitrage : Coen van Bunge David Tomlinson Arbitre vidéo : Michelle Meister | Arbitrage : Coen van Bunge David Tomlinson Arbitre vidéo : Michelle Meister |

| Match 67           | Pays-Bas                            | 2 - 2             | Inde                           | HC Rotterdam, Rotterdam                                               |                                                                       |
| 18 juin 2022 16h30 | Reyenga 10e · Bijen 47e             | (1 - 1)           | 22e Dilpreet · 60e Harmanpreet | Arbitrage : Bruce Bale Jakub Mejzlik Arbitre vidéo : Laurine Delforge | Arbitrage : Bruce Bale Jakub Mejzlik Arbitre vidéo : Laurine Delforge |
| 18 juin 2022 16h30 | Rapport                             |                   |                                | Arbitrage : Bruce Bale Jakub Mejzlik Arbitre vidéo : Laurine Delforge | Arbitrage : Bruce Bale Jakub Mejzlik Arbitre vidéo : Laurine Delforge |
| 18 juin 2022 16h30 | Pieters · Van Dam · De Geus · Bijen | Tirs au but 4 - 1 | Harmanpreet · Abhishek · Vivek | Arbitrage : Bruce Bale Jakub Mejzlik Arbitre vidéo : Laurine Delforge | Arbitrage : Bruce Bale Jakub Mejzlik Arbitre vidéo : Laurine Delforge |

| Match 68           | Angleterre              | 2 - 2             | Belgique                       | Lee Valley Hockey & Tennis Centre, Londres                              |                                                                         |
| 18 juin 2022 16h30 | Calnan 22e, 31e         | (1 - 0)           | 31e De Sloover · 60e Hendrickx | Arbitrage : Paul Walker Coen van Bunge Arbitre vidéo : Michelle Meister | Arbitrage : Paul Walker Coen van Bunge Arbitre vidéo : Michelle Meister |
| 18 juin 2022 16h30 | Rapport                 |                   |                                | Arbitrage : Paul Walker Coen van Bunge Arbitre vidéo : Michelle Meister | Arbitrage : Paul Walker Coen van Bunge Arbitre vidéo : Michelle Meister |
| 18 juin 2022 16h30 | Roper · Albery · Ansell | Tirs au but 3 - 0 | Boccard · De Sloover · Wegnez  | Arbitrage : Paul Walker Coen van Bunge Arbitre vidéo : Michelle Meister | Arbitrage : Paul Walker Coen van Bunge Arbitre vidéo : Michelle Meister |

| Match 70           | Angleterre | 0 - 5   | Belgique                                                | Lee Valley Hockey & Tennis Centre, Londres                               |                                                                          |
| 19 juin 2022 15h30 |            | (0 - 1) | 9e, 59e De Kerpel · 40e De Sloover · 57e, 59e Hendrickx | Arbitrage : Coen van Bunge Alison Keogh Arbitre vidéo : Michelle Meister | Arbitrage : Coen van Bunge Alison Keogh Arbitre vidéo : Michelle Meister |
| 19 juin 2022 15h30 | Rapport    |         |                                                         | Arbitrage : Coen van Bunge Alison Keogh Arbitre vidéo : Michelle Meister | Arbitrage : Coen van Bunge Alison Keogh Arbitre vidéo : Michelle Meister |

| Match 69           | Pays-Bas               | 2 - 1   | Inde        | HC Rotterdam, Rotterdam                                               |                                                                       |
| 19 juin 2022 16h30 | Janssen 7e · Croon 45e | (1 - 1) | 1e Abhishek | Arbitrage : Bruce Bale Jakub Mejzlik Arbitre vidéo : Laurine Delforge | Arbitrage : Bruce Bale Jakub Mejzlik Arbitre vidéo : Laurine Delforge |
| 19 juin 2022 16h30 | Rapport                |         |             | Arbitrage : Bruce Bale Jakub Mejzlik Arbitre vidéo : Laurine Delforge | Arbitrage : Bruce Bale Jakub Mejzlik Arbitre vidéo : Laurine Delforge |

| Match 71           | Pays-Bas                                               | 4 - 3   | Espagne                                     | HC 's-Hertogenbosch, Bois-le-Duc                                    |                                                                     |
| 25 juin 2022 16h30 | T. Brinkman 4e · Galema 8e · Pieters 29e · De Geus 53e | (3 - 2) | 15e Iglesias · 19e Rodríguez · 55e Bonastre | Arbitrage : Ben Göntgen Marcin Grochal Arbitre vidéo : Kelly Hudson | Arbitrage : Ben Göntgen Marcin Grochal Arbitre vidéo : Kelly Hudson |
| 25 juin 2022 16h30 | Rapport                                                |         |                                             | Arbitrage : Ben Göntgen Marcin Grochal Arbitre vidéo : Kelly Hudson | Arbitrage : Ben Göntgen Marcin Grochal Arbitre vidéo : Kelly Hudson |

| Match 72           | Pays-Bas                                                       | 4 - 1   | Espagne     | HC 's-Hertogenbosch, Bois-le-Duc                                  |                                                                   |
| 26 juin 2022 16h00 | Van Dam 14e · Van der Horst 19e · Wortelboer 23e · Pieters 41e | (3 - 0) | 54e Lacalle | Arbitrage : Ben Göntgen Marcin Grochal Arbitre vidéo : Emi Yamada | Arbitrage : Ben Göntgen Marcin Grochal Arbitre vidéo : Emi Yamada |
| 26 juin 2022 16h00 | Rapport                                                        |         |             | Arbitrage : Ben Göntgen Marcin Grochal Arbitre vidéo : Emi Yamada | Arbitrage : Ben Göntgen Marcin Grochal Arbitre vidéo : Emi Yamada |